# Dicranella paraguensis
Dicranella paraguensis là một loài rêu trong họ Dicranaceae. Loài này được Besch. Broth. mô tả khoa học đầu tiên năm 1901.